# Kovland
Kovland är en tätort i Sundsvalls kommun. Kovland ligger i Sättna distrikt (Sättna socken) längs Sättnaån i Sundsvalls kommun nordväst om staden.

## Befolkningsutveckling
| Befolkningsutvecklingen i Kovland 1960–2020                                                    | Befolkningsutvecklingen i Kovland 1960–2020 | Befolkningsutvecklingen i Kovland 1960–2020 | Befolkningsutvecklingen i Kovland 1960–2020 | Befolkningsutvecklingen i Kovland 1960–2020 |
| ---------------------------------------------------------------------------------------------- | ------------------------------------------- | ------------------------------------------- | ------------------------------------------- | ------------------------------------------- |
|                                                                                                |                                             |                                             |                                             |                                             |
| År                                                                                             |                                             |                                             | Folkmängd                                   | Areal (ha)                                  |
| 1960                                                                                           | 1960                                        |                                             | 188                                         | ¤                                           |
| 1965                                                                                           | 1965                                        |                                             | 260                                         |                                             |
| 1970                                                                                           | 1970                                        |                                             | 272                                         |                                             |
| 1975                                                                                           | 1975                                        |                                             | 257                                         |                                             |
| 1980                                                                                           | 1980                                        |                                             | 229                                         |                                             |
| 1990                                                                                           | 1990                                        |                                             | 420                                         | 41                                          |
| 1995                                                                                           | 1995                                        |                                             | 442                                         | 46                                          |
| 2000                                                                                           | 2000                                        |                                             | 449                                         | 46                                          |
| 2005                                                                                           | 2005                                        |                                             | 476                                         | 48                                          |
| 2010                                                                                           | 2010                                        |                                             | 486                                         | 48                                          |
| 2015                                                                                           | 2015                                        |                                             | 485                                         | 58                                          |
| 2020                                                                                           | 2020                                        |                                             | 464                                         | 60                                          |
| Anm.: Ny tätort 1965, 2023 sammanvuxen med Östanå ¤ Som tätortsbebyggelse med 150-199 invånare |                                             |                                             |                                             |                                             |

## Samhället
I Kovland finns bland annat en livsmedelsbutik, pizzeria, kiosk, frisersalong och fiskebutiken Storfiskare.se. I orten ligger även Sättna kyrka och Vallens skola, Sundsvalls äldsta skola från 1880 och som också blev Sveriges första miljöskola vid nyinvigningen 1996.

## Näringsliv
Kovland är en ort som traditionellt dominerats av jord- och skogsbruk samt annan småföretagsamhet. Idag pendlar de flesta invånare till arbeten i Sundsvall eller Timrå.

## Idrott
På orten verkar Kovlands IF, en förening grundad 1903 som under åren har fostrat många framstående utövare i olika sporter. Mest kända är kanske Per-Arne Ytterström (svensk mästare i brottning 1959), Arja Hannus, världsmästare i orientering och skidorientering, Annika Zell världsmästare i skidorientering, Magnus Löfstedt världsmästare i skidorientering, Erik Svensson, svensk mästare och landslagsman i orientering, Ann Larsson svensk mästare och landslagsåkare i skidorientering, Karin Ring med flera, flerfaldiga SM-vinnare i Varpa. År 2000 bildade Ishockeysektionen en egen förening som har namnet Kovlands Ishockeyförening.